# Klaudija (hrvatska kraljevna)
Klaudija je bila hrvatska kraljevna, kćer hrvatskoga kralja Zvonimira.

## Životopis
Bila je kćer hrvatskog kralja Dmitra Zvonimira i njegove supruge Jelene Lijepe, kraljevne iz mađarske vladarske dinastije Arpadovića. Imala je brata Radovana.
Pretpostavlja se da je preko oca bila potomak Stjepana, sina Svetoslava Suronje, koji se oženio Hicelom, plemkinjom iz mletačkog roda Orseolo. S majčine strane, ujaci su joj bili ugarski kraljevi Gejza I. (1074. – 1077.) i Ladislav I. (1077. – 1095.), a djed joj je bio ugarski kralj Bela I.
Smatra se da se udala za hrvatskoga plemića Vinihu iz plemena Lapčana. Tom je prigodom kralj svome zetu darovao grad Karin.

### Članci
- Zekan, Mate. 1990. Kralj Zvonimir - dokumenti i spomenici. Muzej hrvatskih arheoloških spomenika, Split - Arheološki muzej, Zagreb. Zagreb.
- Dragić, Marko. 2011. Zbilja o hrvatskom kralju Dmitru Zvonimiru u poeziji Vladimira Nazora. Časopis Hrvatskih studija. Centar Hrvatskih studija - Sveučilište Macquarie. Sydney. 7 (1): 61–87

### Mrežna sjedišta
- Svetoslav Suronja. Hrvatska enciklopedija LZMK. Pristupljeno 21. prosinca 2024.